# Jobchenón
Jobchenón är en ort i Mexiko.   Den ligger i kommunen Zinacantán och delstaten Chiapas, i den sydöstra delen av landet, 700 km öster om huvudstaden Mexico City. Jobchenón ligger 1 620 meter över havet och antalet invånare är 842.
Terrängen runt Jobchenón är varierad. Runt Jobchenón är det ganska tätbefolkat, med 54 invånare per kvadratkilometer. Närmaste större samhälle är Chiapa de Corzo, 18,6 km väster om Jobchenón. I omgivningarna runt Jobchenón växer huvudsakligen savannskog.